# Depot von Angermünde
Das Depot von Angermünde ist ein archäologischer Depotfund aus der Frühbronzezeit, der bei Angermünde (Landkreis Uckermark) in Brandenburg entdeckt wurde.
Der Hortfund besteht aus zwei Scheibennadeln, einem gerippten Halskragen, zwei einspiralige Armbergen, einer Fingerberge, drei zylindrischen Armspiralen, einem Randleistenbeil, einer Schleifennadel, einer Schmuckscheibe und einer nicht näher beschriebenen Platte. Der Fund wird der Aunjetitzer Kultur zugeordnet.